# Larry Semon

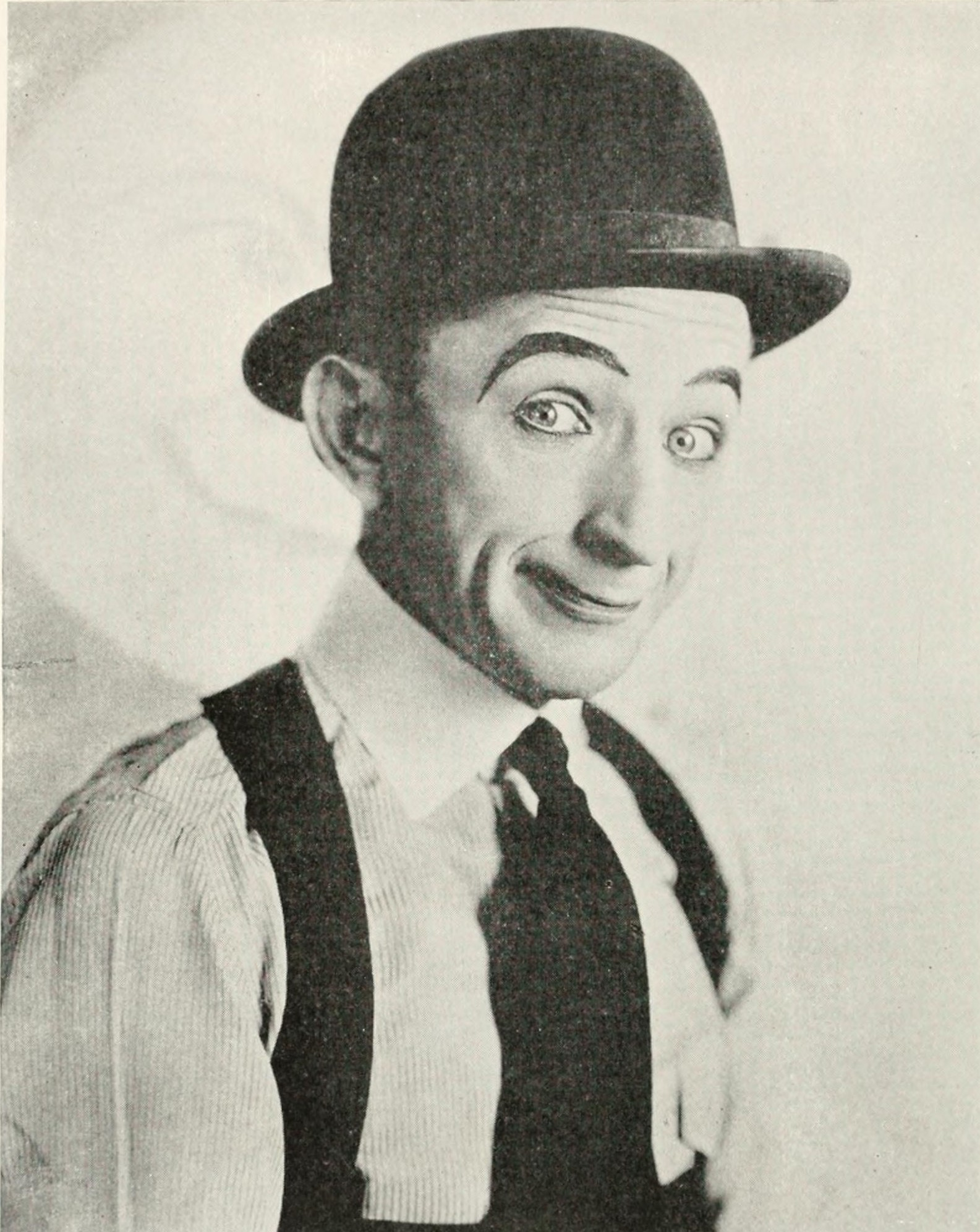
Larry Semon 1920.

Lawrence Larry Semon, född 6 juli 1889, död 8 oktober 1928, var en amerikansk komiker under stumfilmstiden. Hans filmer innehöll ofta explosioner och biljakter. Semon var stor stjärna under första delen av 1920-talet, och gjorde 1925 en parodi på berättelsen om Trollkarlen från Oz.

## Filmografi (i urval)
- 1918 – Huns and Hyphens
- 1918 – Bears and Bad Men
- 1918 – Frauds and Frenzies
- 1919 – Dull Care
- 1920 – The Stage Hand
- 1921 – The Rent Collector
- 1921 – The Bakery
- 1921 – The Fall Guy
- 1921 – The Bellhop
- 1922 – The Sawmill
- 1922 – The Show
- 1922 – A Pair of Kings
- 1922 – Golf
- 1922 – The Agent
- 1922 – The Counter Jumper
- 1923 – The Barnyard
- 1923 – The Midnight Cabaret
- 1923 – The Gown Shop
- 1923 – Lightning Love
- 1923 – Horseshoes
- 1924 – Trouble Brewing
- 1924 – The Girl in the Limousine
- 1924 – Her Boy Friend
- 1924 – Kid Speed
- 1925 – The Wizard of Oz
- 1925 – The Perfect Clown[9]